# Chaetopteryx villosa
Chaetopteryx villosa là một loài Trichoptera trong họ Limnephilidae. Chúng phân bố ở miền Cổ bắc.